# Mine de Belvidere Mountain
La mine de Belvidere Mountain est une mine à ciel ouvert d'amiante située dans le Vermont aux États-Unis. Son exploitation a débuté entre 1899 et 1902, pour se terminer en 1993.
De l'amiante est découvert pour la première fois dans la montagne Belvidere au début du XIXe siècle. L'exploitation du minerai par la Lowell Lumber & Asbestos Company commence en 1899. Trois années plus tard, une deuxième société, la New England Asbestos Mining and Milling commence l'exploitation du côté sud-ouest.
Dans les années 1950, la mine est le plus grand producteur d'amiante chrysotile aux États-Unis. Près de 3 500 tonnes de minerai y étaient extraites quotidiennement.
En 1936, la mine passe sous contrôle de la Ruberoid Company, future GAF Corporation. Au milieu des années 1970, GAF Corporation annonce une prochaine fermeture de la mine après que les problèmes de santé liés à l'exploitation et à l'utilisation de l'amiante furent connus du public. La société devait débaucher près d'un million de dollars dans des équipements de contrôle environnemental. En 1975, les travailleurs de la mine la rachètent et fondent le Vermont Asbestos Group (VAG).
La mine est finalement fermée en 1993. Le Vermont se classait alors au deuxième rang d’exploitation d'amiante après la Californie.

## Impact environnemental
Située à la source des rivières Lamoille et Missisquoi, la mine pollua les cours d'eau locaux pendant près d'un siècle. Une étude de 2004 conclut que le ruisseau Hutchins et l'affluent Burgess ont été directement affectés par les exploitations. Les résidus miniers dans la zone sont calculés à 30 millions de tonnes.
En 2009, les autorités locales et fédérales ont conclu un accord avec l'ancien propriétaire de la mine, G-I Holdings (ancienne VAG), pour le financement et l'entretien des efforts d'assainissement de la mine. Des projets pour l'amélioration de la qualité de l'eau ont été annoncés en 2019. 
D'après les autorités, l'assainissement intégral de la zone coûterait entre 129 et 203 millions de dollars.